# Karl von Burgau

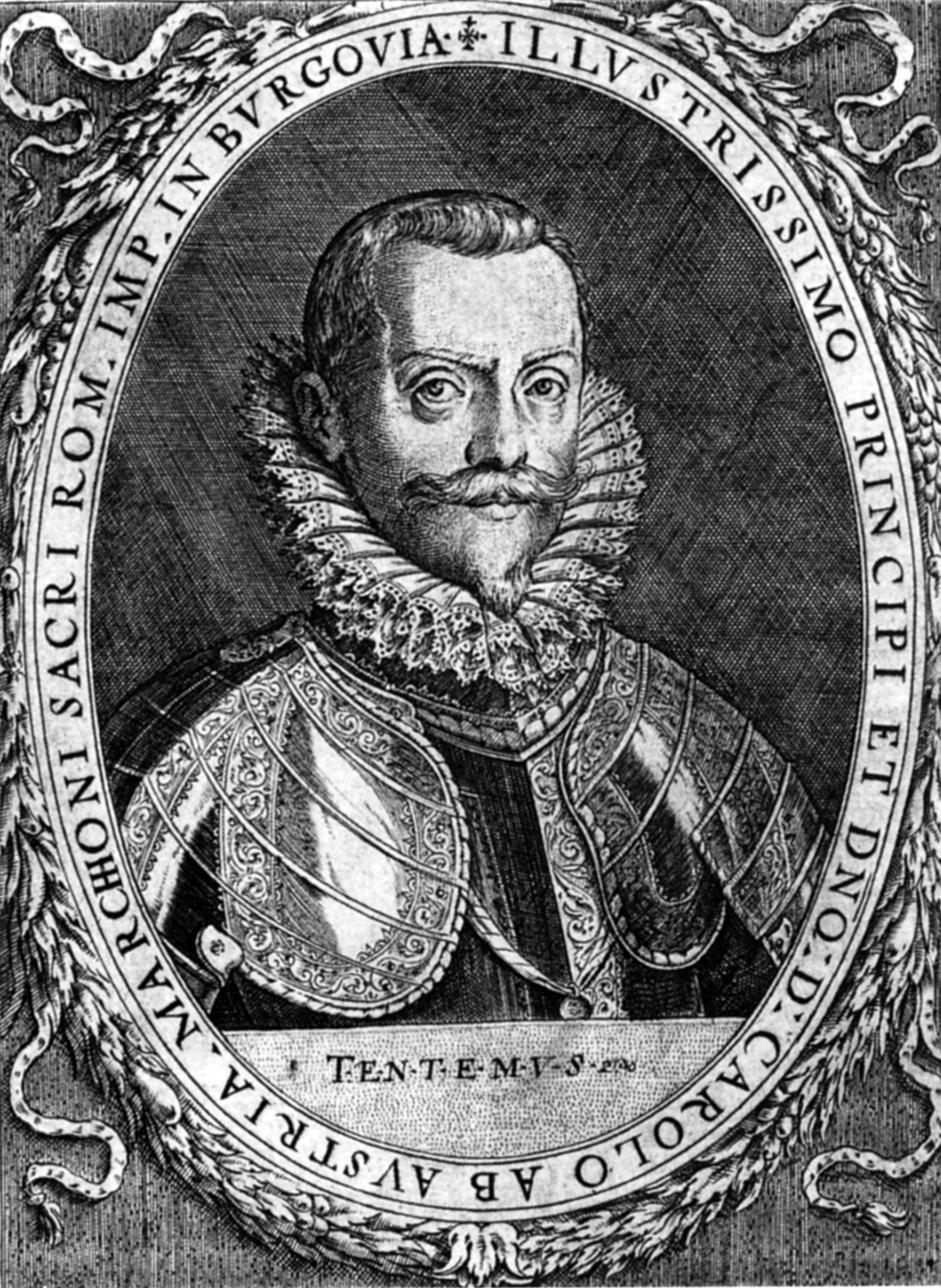
Karl Markgraf von Burgau, Kupferstich von Domenico Custos, nach 1606

Karl, Markgraf von Burgau (* 22. November 1560 auf Schloss Pürglitz in Böhmen; † 30. Oktober 1618 in Überlingen), war Sohn des Erzherzogs Ferdinand von Österreich aus dessen Ehe mit Philippine Welser. Er war der Bruder des Kardinals Andreas von Österreich und wird auch Karl von Österreich benannt.

## Leben
Wie auch sein älterer Bruder Andreas wurde er als angebliches Findelkind auf der Schwelle eines böhmischen Schlosses niedergelegt und dort von Philippine Welser, seiner leiblichen Mutter, aufgehoben und dadurch als Kind angenommen. Philippine lebte auf Burg Křivoklát (Schloss Pürglitz) mit ihrem heimlich in morganatischer Ehe angetrauten Gemahl, dem seinerzeitigen böhmischen Statthalter Erzherzog Ferdinand II. Erst später wurde die Ehe bekanntgemacht und die Kinder erhielten den Namen von Österreich. Das Haus Habsburg erklärte sie für erbfolgeberechtigt nur für den Fall, dass alle anderen Habsburger ausstürben. Gemeinsam mit seinem Bruder wuchs er erst in Böhmen, später auf Schloss Ambras in Tirol auf, wo sein Vater als Landesfürst residierte.
Karl von Burgau schlug die Soldatenlaufbahn ein und bewarb sich erfolglos nach dem Tode von Stephan Báthory (1586) um die Krone Polens. 1588 führte Karl unter Alexander Farnese ein spanisches Regiment im Krieg gegen die Niederlande und wurde anschließend im Krieg gegen die Türken eingesetzt. Hier konnte er – zu Lasten seiner Soldaten, die Hunger litten, keinen Sold bekamen und in Teilen desertierten – 1595 und 1596 einige militärische Erfolge verbuchen und wurde zum Feldmarschall ernannt.
1595, nach dem Tode seines Vaters, wurde er – als nicht voll erbberechtigter Abkömmling aus einer nicht ebenbürtigen Ehe – neben einer reichlichen finanziellen Ausstattung mit einigen Besitzungen abgefunden. Die bedeutendste war die Markgrafschaft Burgau, weitere die Landgrafschaft Nellenburg und die Grafschaft Hohenberg. Die Herrschaft Ambras mit den Sammlungen, die ihm sein Vater vermacht hatte, verkaufte Karl von Burgau an das Erzhaus Österreich.
Zeitgenossen berichten von einer prunkvollen Hofhaltung Karls auf Schloss Günzburg, seiner Residenz. Weniger beliebt war der Markgraf bei seinen Untertanen, welchen er den Weißbierkonsum verbot und bei den adligen Insassen der Markgrafschaft Burgau (unter anderem der Bischof von Augsburg, die Grafen Fugger und die Reichsstädte Ulm und Augsburg), welche er durch Zollerhöhungen und Streitereien über Herrschaftsrechte verärgerte. 1615/1616 wurde auf seine Veranlassung ein Kapuzinerkloster in Günzburg gegründet. Seine eifernde Religiosität führte 1617 zur Austreibung der Juden aus seiner Residenzstadt (sie hatten binnen Jahresfrist Günzburg zu verlassen). Sein Leichnam wurde 1619 in die neu gebaute Kirche des von ihm gegründeten Kapuzinerklosters in Günzburg überführt, dort wurde 1627 auch seine Ehefrau bestattet. Beider sterbliche Überreste wurden vor dem Abbruch des 1806 säkularisierten Klosters in die Sankt-Martins-Kirche in Günzburg überführt.

## Nachkommen
Karl war seit 1601 mit Sibylle (* 26. August 1557; † 1628), der Tochter Wilhelms, des Herzogs von Jülich, vermählt, diese Ehe jedoch war kinderlos geblieben – nach seinem Tode fielen sämtliche Besitzungen zurück an die habsburgische Hauptlinie.
Aus außerehelichen Verbindungen entsprangen zwei „natürliche“ Söhne und eine „natürliche“ Tochter:
1. mit Chiara Elisa Isabella (Ferari) di Ferrero (* 1567)[7][8]
  1. Anna Elisabeth, Freiin von Hohenberg (* 1588, † 1621), heiratete 1607 Pietro Francesco di Ferrero, Marchese della Marmora († 1611)
  2. Karl, Freiherr von Hohenberg (* 1584, † 1628), Rat und Pfleger der Herrschaft Erbach;[9] heiratete 1. 1615 Anna Katharina von Waltenhofen; heiratete 2. 1621 Maria Jakobine von Stotzingen (* 1605, † 1635); posthum Schwiegereltern des Generalfeldwachtmeisters Georg von Schütz zu Purschütz (1600–1681)
  3. Ferdinand, Freiherr von Hohenberg (* ca. 1586, † 1660/1664), Rat und Hauptmann der Grafschaft Hohenberg;[9] heiratete 1617 Barbara von Breiningen